# Saburro Peak
Der Saburro Peak ist ein Berg von 1930 m Höhe, der im südlichen Teil der zur Britannia Range gehörenden Ravens Mountains aufragt.
Benannt ist er nach Col. Richard M. Saburro, Kommandeur der 109. Airlift Wing der Air National Guard und erster Guard-Kommandeur bei der Operation Deep Freeze.